# Jean Anouilh
Jean Anouilh (Bordeaux, 23 juni 1910 – Lausanne, 3 oktober 1987) was een Baskisch-Frans toneelschrijver.

## Levensloop

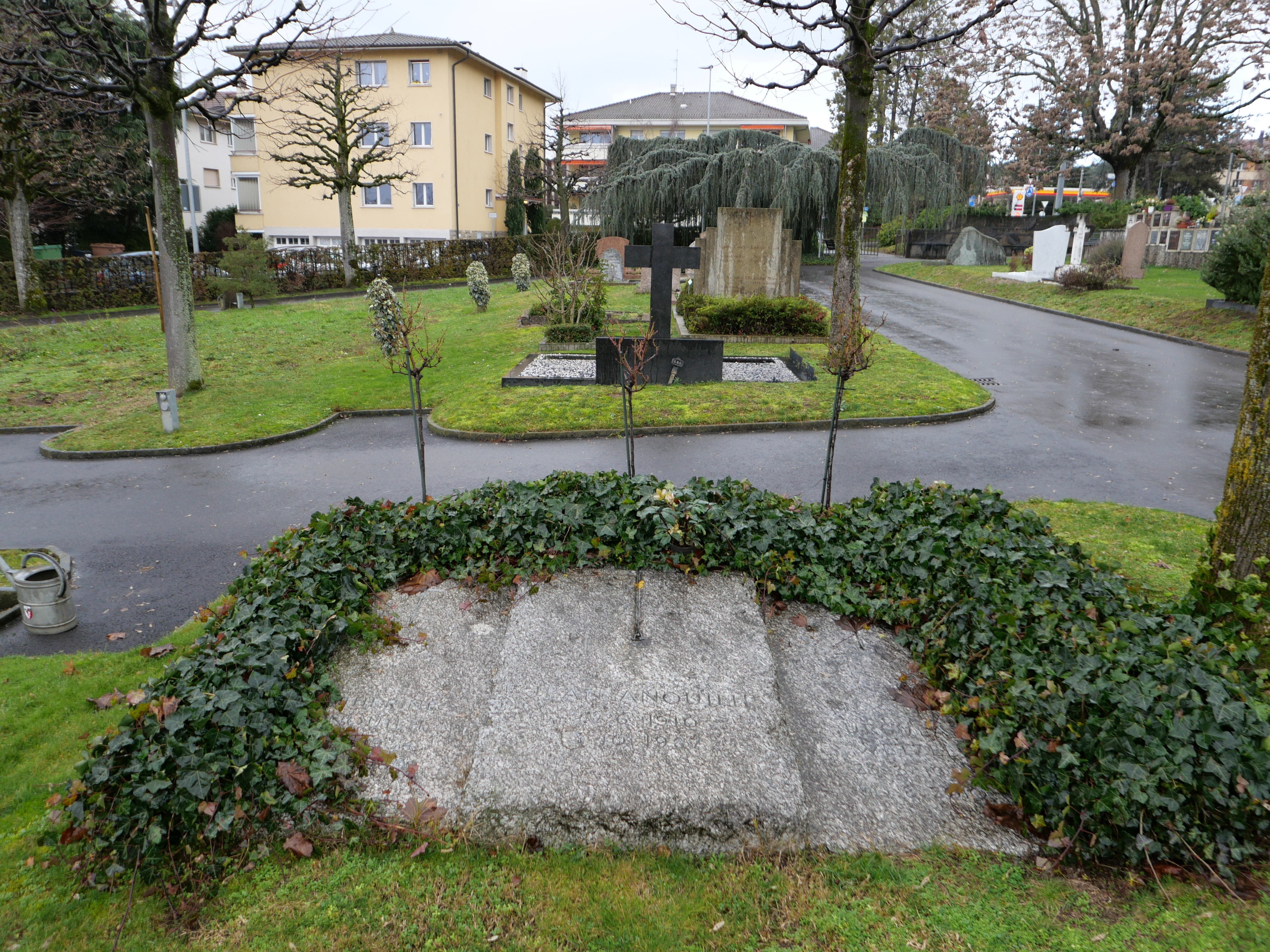
Het graf van Anouilh, zijn oudste dochter Catherine (1934-1989) en zijn laatste partner, Ursula Wetzel (1938-2010), op de Pully-begraafplaats bij Lausanne.

Jean Anouilh werd geboren in Bordeaux als zoon van een kleermaker en een pianolerares.
Na een rechtenstudie werkte hij twee jaren voor een reclamebureau om vervolgens in 1929 secretaris te worden van Louis Jouvet van de Comédie des Champs-Élysées. In 1929 schreef hij zijn eerste stuk, de klucht Humulus le muet en vervolgens in 1931 zijn eerste 'echte' stuk l'Hermine. Hij besloot voor den brode te gaan schrijven, maar dit begin was niet eenvoudig.
Zijn doorbraak kwam in 1937 met Voyageur sans bagage. Het werd door de acteurs Sacha en Ludmilla Pitoëff in het theater des Mathurins op de planken gebracht.
Tijdens de bezetting ging Jean Anouilh door met schrijven. Hij nam het noch voor de bezetter noch voor het verzet op en dat zou hem later veel kritiek opleveren. Zijn Antigone werd in 1942 geschreven, maar pas in 1944 uitgevoerd. Bij de bevrijding zette hij zich in voor een medeschrijver die wel met de bezetter had samengewerkt, Robert Brasillach, en probeerde hem - tevergeefs - voor de doodstraf te behoeden. Deze gebeurtenis zou zijn hele verdere leven kleuren. Hij werd uiteindelijk mensenschuw en stierf in 1987 in Lausanne, Zwitserland.

## Toneelstukken
- 1928 Humulus le muet (Het jongetje dat niet kon spreken)
- 1929 La Mandarine
- 1931 L’Hermine
- 1932 Jézabel
- 1932 Le Bal des Voleurs (Het Dievenbal)
- 1934 La Sauvage (Een wilde vogel)
- 1935 Y’avait un prisonier
- 1935 Le Voyageur sans Bagage (Reiziger zonder bagage)
- 1937 Le Rendez-vous de Senlis
- 1939 Léocadia
- 1941 Eurydice
- 1942 Antigone
- 1945 Oreste
- 1945 Roméo et Jeannette
- 1946 Médée
- 1947 L’Invitation au Château (Gasten op het kasteel)
- 1948 Ardèle ou la Marguérite
- 1950 La Répétition ou l’Amour puni (De repetitie of de liefde gestraft)
- 1951 Colombe
- 1952 La Valse des Toréadors (De wals van de toreadors)
- 1952 L’Alouette (De Leeuwerik)
- 1954 Cécile ou l’Ecole des Pères (Cécile of school voor vaders)
- 1955 Ornifle ou le courant d’airs (Ornifle)
- 1956 Pauvre Bitos ou le Diner des Têtes
- 1957 L’Hombre de la crosse
- 1958 Becket ou l’honneur de Dieu (Becket of de eer van god)
- 1959 L’Hurluberlu ou le réactionnaire amoureux (De verliefde reactionair)
- 1959 La Foire d’empoigne (De honderd dagen)
- 1959 La Petite Molière
- 1960 Madame de… (Madame de…)
- 1961 La Grotte (De grot)
- 1962 L’Orchestre (Damesorkest)
- 1968 Le Boulanger, La Boulangère et le petit Mitron (De bakker, de bakkersvrouw en het bakkersjong)
- 1969 Cher Antoine ou l’amour raté (Vriend Antoine of onvoldoende voor liefde)
- 1970 Ne réveillez pas madame (Maak mevrouw niet wakker)
- 1970 Les poissons rouges ou Mon père, ce héros
- 1973 Le Directeur de l’Opéra
- 1981 Le Nombril

- Bibsys: 90109547
- Biblioteca Nacional de España: XX833077
- Bibliothèque nationale de France: cb118888981 (data)
- Catàleg d'autoritats de noms i títols de Catalunya: 981058511001106706
- CiNii: DA02659486
- Gemeinsame Normdatei: 118503251
- International Standard Name Identifier: 0000 0001 2133 354X
- Library of Congress Control Number: n80069026
- Nationale Bibliotheek van Letland: 000026950
- MusicBrainz: 552cc19d-73f2-49ae-8d97-2256f34e7312
- Bibliotheek van het Japanse parlement: 00462388
- Nationale Bibliotheek van Tsjechië: jn20000600283
- Nationale bibliotheek van Australië: 35007236
- Nationale Bibliotheek van Israël: 987007257598705171
- Nationale Bibliotheek van Polen: a0000001706548
- Nationale en Universitaire bibliotheek Zagreb: 000062149
- Nederlandse Thesaurus van Auteursnamen: 06841434X
- Réseau des bibliothèques de Suisse occidentale: 02-A002932159
- Istituto Centrale per il Catalogo Unico: CFIV100346
- LIBRIS: 227661
- SNAC: w6kh0mn7
- Système universitaire de documentation: 026687542
- Trove: 787449
- Virtual International Authority File: 54143634
- WorldCat: E39PBJhmMR4vVWT8v8JQYhpVmd